# Nagykarácsony (település)
Nagykarácsony község Fejér vármegyében, a Dunaújvárosi járásban. Országos ismertséget ad a településnek, hogy a karácsonyi ünnep előtt különleges ünnepi képeslapot lehet küldeni, melyet ez alkalomra szóló postai bélyegző lenyomattal érvényesít a postahivatala.

## Fekvése
Fejér vármegye déli részén, a Mezőföldön fekvő település. Baracs innen 10, Sárbogárd 14, Cece és Dunaújváros egyaránt 19-19, Dunaföldvár 15, Solt 23 kilométer távolságra található.
A település közigazgatási területének szélét érinti a Dunaújváros-Sárbogárd közti 6219-es út is, de a belterületén csak a 6211-es út halad végig, amely az előzőleg említett mellékút Mezőfalva külterületére eső szakaszát a 61-es út előszállási szakaszával köti össze. Vasúton a Mezőfalva–Rétszilas-vasútvonalon érhető el, amelynek két megállási pontja is van a község területén: Nagykarácsony megállóhely és Nagykarácsony felső megállóhely.
Külterületi településrésze Szőlőhegy, mely Nagykarácsony centrumától 3 kilométerre fekszik, déli irányban, Alap határához közel. 2011-es adatok szerint Szőlőhegy lakónépessége 0 fő, a lakások száma 0, a nem lakott üdülők száma 19. Vasúti megállóhely van Szőlőhegy határában. Szőlőhegy a faluközpontból önkormányzati üzemeltetésű úton érhető el.

## Története
Nagykarácsony őslakóiról írott és tárgyi emlékek csekély számban maradtak ránk.
A település történelme a Magyarországon megtelepedett kunokhoz kapcsolódik. A vad életformához szokott népnek idegen volt az amit a keresztény tanok hirdettek és ragaszkodtak a pogányságukhoz. Ezért a nagyurak ellenségesen fogadták őket és kiűzték őket az ország területéről.
A településről az első írásos emlék a 13. századból maradt fenn, IV. Béla király idejéből.
A tatárjárás után a kunokat IV. Béla ismét visszatelepítette. Az uralkodása alatt sikerült a megkeresztelkedésük és a kunok hét nemzetsége hét székké szerveződött.
Egy részük Előszállás, Karácsonyszállás és Perkáta térségében lelt új otthonra.
A legeltető, pásztorkodó, állattenyésztéssel foglalkozó nomádokra jellemző életmódot két évszázadon keresztül űzték.
Az 1702-es összeírás szerint Karácsonyszállás, mint falu szerepel. Ebben az időben Magyarországon kisebb cisztercita kolostorok épültek, így az 1750-es évek környékén kápolna létesült. Az 1800-as évektől a rend már a Zirci apátság szervezetében működött.
Marhapásztorok, summások, cselédek építették az első tanyákat. Ősz táján a nyájat áthozták a Dunán Előszállás környékére és karácsonyig itt legeltették állataikat. Ekkor összegyűltek Karácsonyszálláson és ünnepeltek. Az uradalmi intéző ellenőrizte, eleget tesznek-e vallási kötelezettségeiknek. Erre az apát külön rendeletet is hozott létre. Máig is élő népszokást hagytak a helybéliekre, a pásztorkodást. Az 1880-ban készült kataszteri térkép szerint a település eredetileg a mai "Szőlőhegy" (akkor Nagykarácsony szőlők), és a temető köré csoportosult, majd azt követően terjeszkedett északi irányba.
A falu 1952-ben alakult Előszállás község (Nagy)Karácsonyszállás nevű részéből és néhány közeli pusztából, majorságból. A szállások 1953-ban végleg megszűntek.
Az egykori summások Heves megyéből a jó termőföldjéről ismert Nagykarácsonyba települtek, így a letelepültek és az őslakosok egy falut hoztak létre.
Ekkor dőlt el a keresztség. Így lett a kis falu neve Nagykarácsony.

## Közélete

### Polgármesterei
- 1990–1994: Szabó József (független)[10]
- 1994–1998: Horváth Ágoston (független)[11]
- 1998–2002: Horváth Ágoston (független)[12]
- 2002–2006: Horváth Ágoston (független)[13]
- 2006–2008: Réz István (Fidesz)[14]
- 2008–2010: Scheier Zsolt (független)[15]
- 2010–2014: Scheier Zsolt (független)[16]
- 2014–2019: Müller Miklós (Fidesz-KDNP)[17]
- 2019–2024: Scheier Zsolt (független)[18]
- 2024– : Mergl István (független)[1]

A településen 2008. július 27-én időközi polgármester-választást (és képviselő-testületi választást) tartottak, az előző képviselő-testület önfeloszlatása miatt. A választás meglehetősen sok, összesen hét polgármesterjelöltje között a hivatalban lévő faluvezető is elindult, de 15,58 %-os eredményével csak a második helyet érte el; a győztesnek ilyen népes mezőnyben is sikerült egyedül megszereznie az érvényes szavazatok abszolút többségét.

## Népesség
A település népességének változása:
| Lakosok száma | 1333 | 1335 | 1300 | 1270 | 1292 | 1308 | 1295 |
|               | 2013 | 2014 | 2015 | 2021 | 2022 | 2023 | 2024 |

A 2011-es népszámlálás során a lakosok 88,2%-a magyarnak, 0,7% cigánynak, 0,4% lengyelnek, 0,4% németnek, 0,2% románnak mondta magát (11,7% nem nyilatkozott; a kettős identitások miatt a végösszeg nagyobb lehet 100%-nál). A vallási megoszlás a következő volt: római katolikus 52,6%, református 3%, evangélikus 0,6%, felekezeten kívüli 16,5% (26,6% nem nyilatkozott).
2022-ben a lakosság 89,3%-a vallotta magát magyarnak, 0,7% románnak, 0,3% németnek, 0,2% ukránnak, 0,2% cigánynak, 0,2% lengyelnek, 0,1% örménynek, 1,9% egyéb, nem hazai nemzetiségűnek (10,4% nem nyilatkozott; a kettős identitások miatt a végösszeg nagyobb lehet 100%-nál). Vallásuk szerint 28,4% volt római katolikus, 3,7% református, 0,5% görög katolikus, 0,2% evangélikus, 0,2% egyéb keresztény, 1,4% egyéb katolikus, 27,7% felekezeten kívüli (37,8% nem válaszolt).

## Nevezetességei

### Magyar Posta
A Magyar Posta minden karácsonyi ünnep előtt – az ország minden részéből érkező – postai képeslapot különleges  (alkalmi) postai bélyegző lenyomattal lát el az ideiglenesen működő postahivatali részlegben.

### Mikulásház
A Magyar Posta 1994-ben alkotópályázatot tűzött ki általános iskolások részére "Tervezz karácsonyi bélyeget!" címmel. A győztesek jutalma a díjak mellett nagykarácsonyi táborozás volt a következő esztendőben. Ekkor született meg az ötlet, hogy a magyar Mikulás Nagykarácsonyban lakjon. Így, a nagykarácsonyi önkormányzat és a Magyar Mikulás Alapítvány együttműködésével egy üresen álló épületet béreltek ahol 1995-ben megnyílt a Mikulás ház.
A Mikulásház az első években nagy sikert aratott, mivel az 1 hónapig működő Mikulásházat 2500-an látogattak meg az ország minden tájáról. Ezután a ház látogatottsága folyamatosan nőtt, 1996-ban 6000-en, 1997-ben pedig 10000-en látogattak el a Mikulás otthonába.2006-ban a Mikulásházhoz kapcsolódó programsorsorozat elérte a 15000 főt, vagyis a befogadóképességének a mezsgyéjét. Azóta a létszám döntően nem változott, a megnövekedett kereslet kielégítésére azonban szükségessé vált a projekt kibővítésnek az előkészítése. Részben a ház sikerének köszönhető hogy Nagykarácsony lett a Mikulás-levelezés központja.
2010. november 5-én 250 gyermeket vártak szeretettel a nagykarácsonyi Mikulásháznál, akiket a vörösiszap katasztrófa és a 2010-es árvizek érintettek. A gyerekek egész napos programsorozaton vehettek részt, ahol bekukkanthattak a Mikulás dolgozószobájába, bohóc- és varázslóműsor, bábjáték, játszóház szórakoztatta őket, valamint elsőként próbálhatták ki a szalmalabirintust.
A gyerekek kiderítették, hogy a magyar Mikulásnak nem rénszarvasai, hanem dámvadjai vannak, továbbá, hogy a kedvenc étele a nokedli pörkölttel.

## Képgaléria

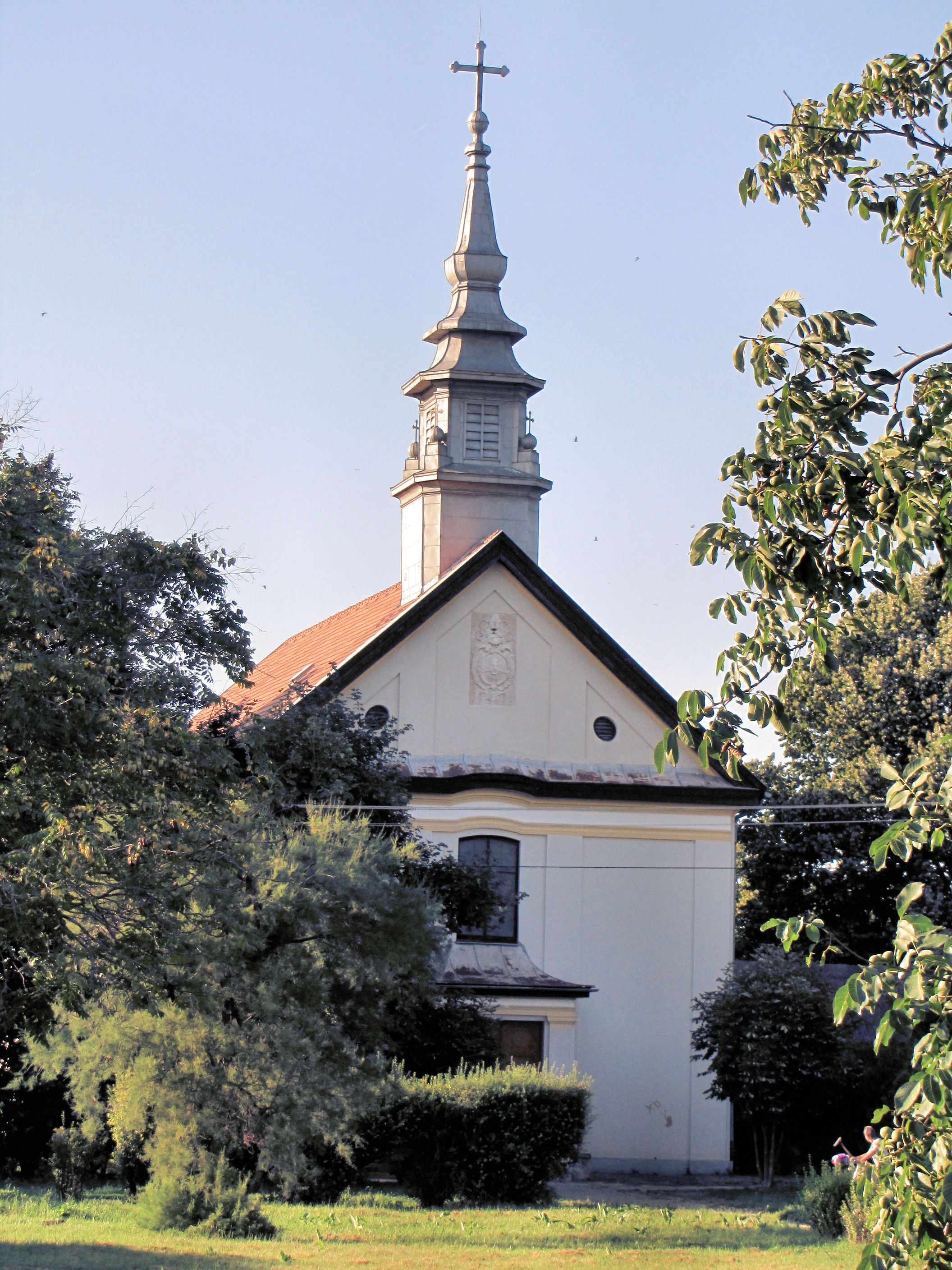
Római katolikus templom
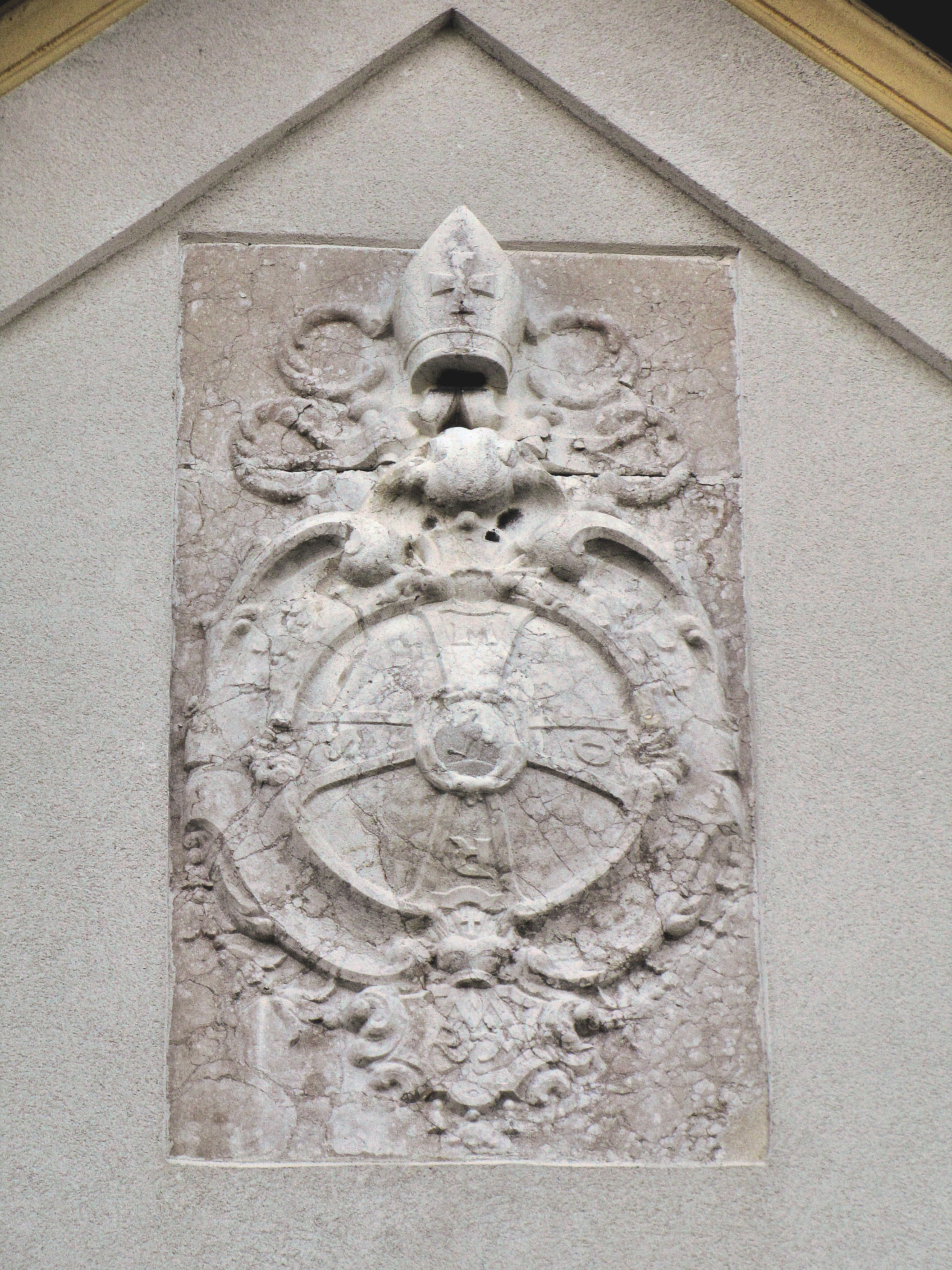
A zirci ciszterci apátság címere a templomon
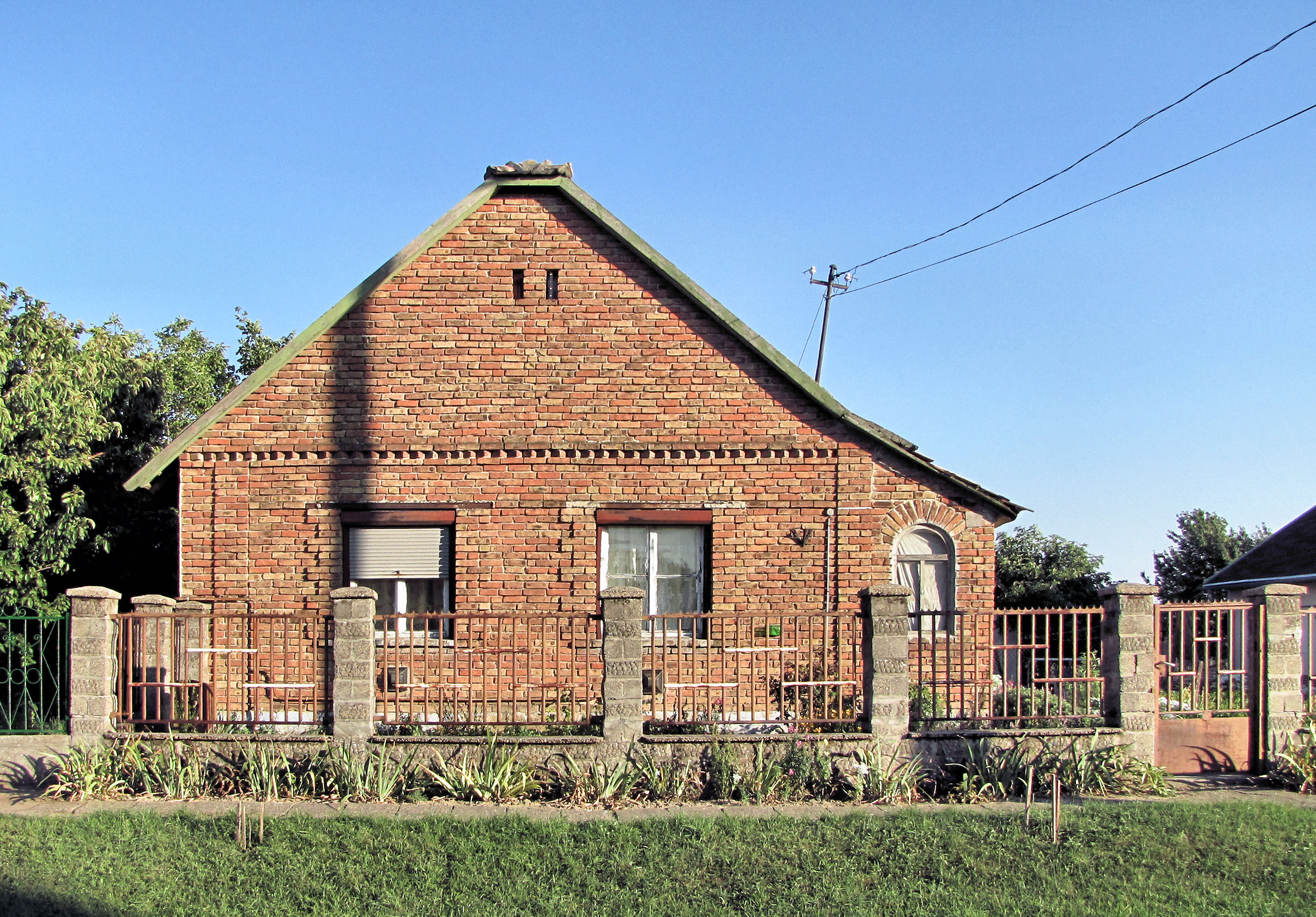
Népi lakóház
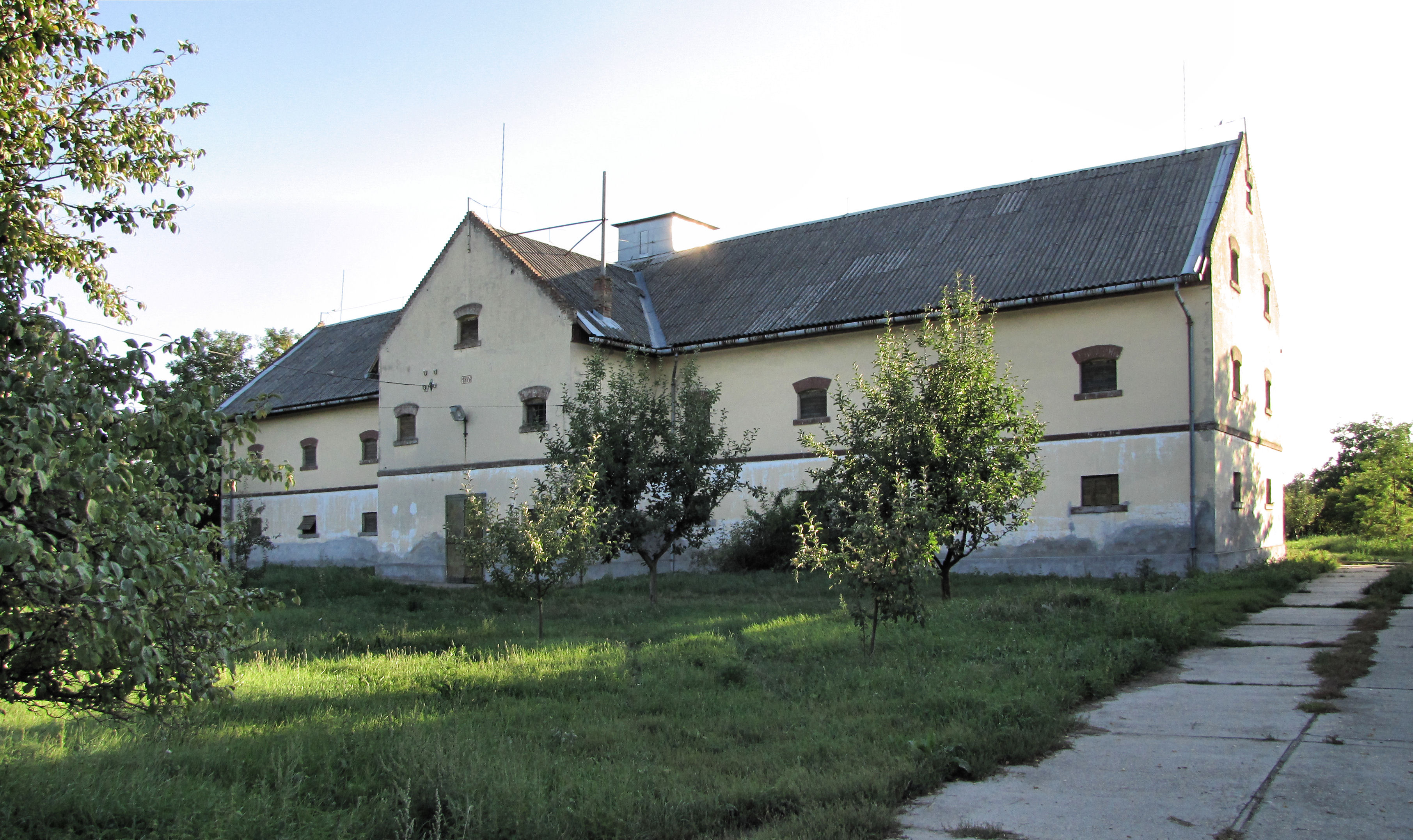
Magtár, épült 1896-ban
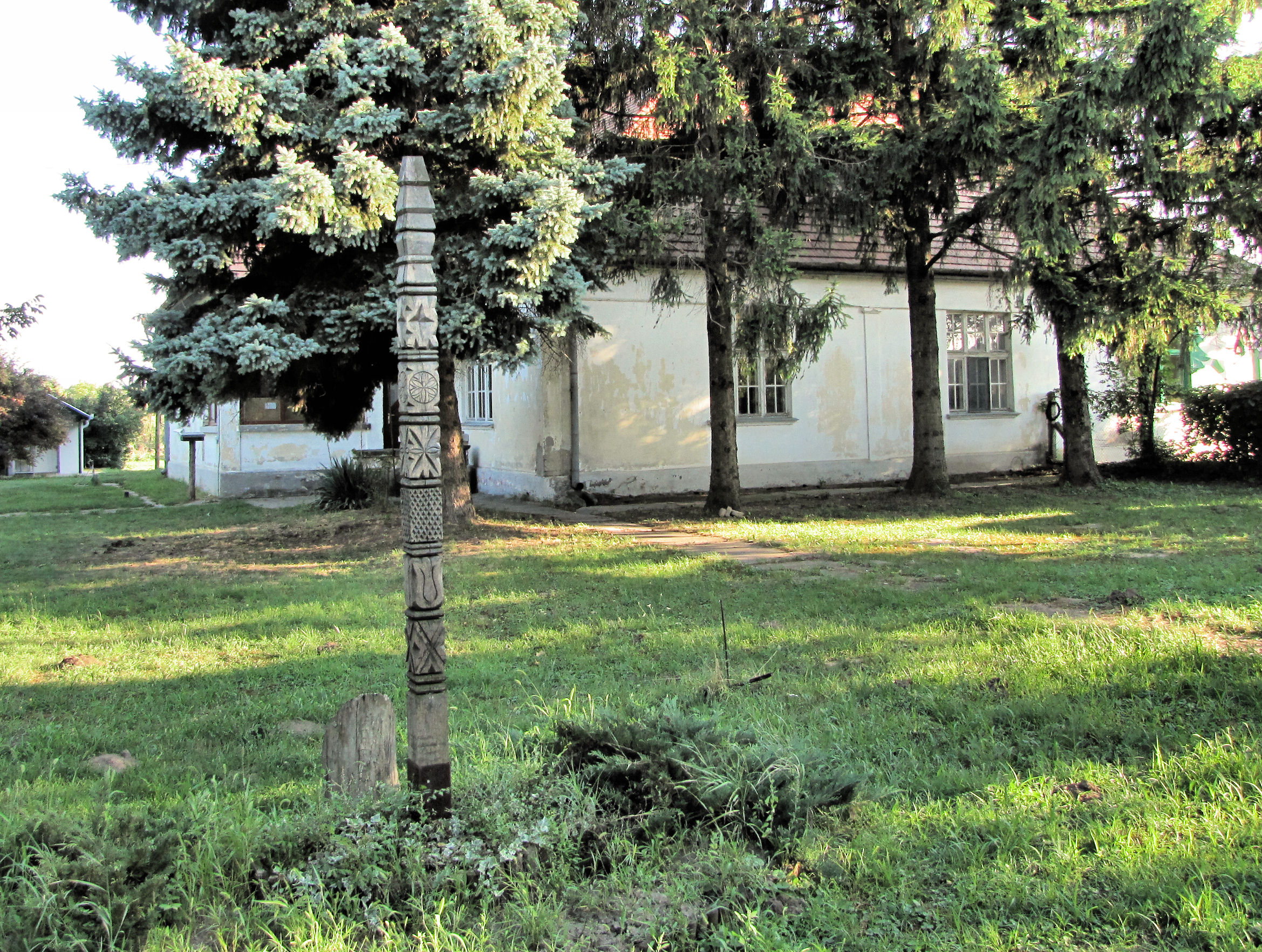
Vadászlak
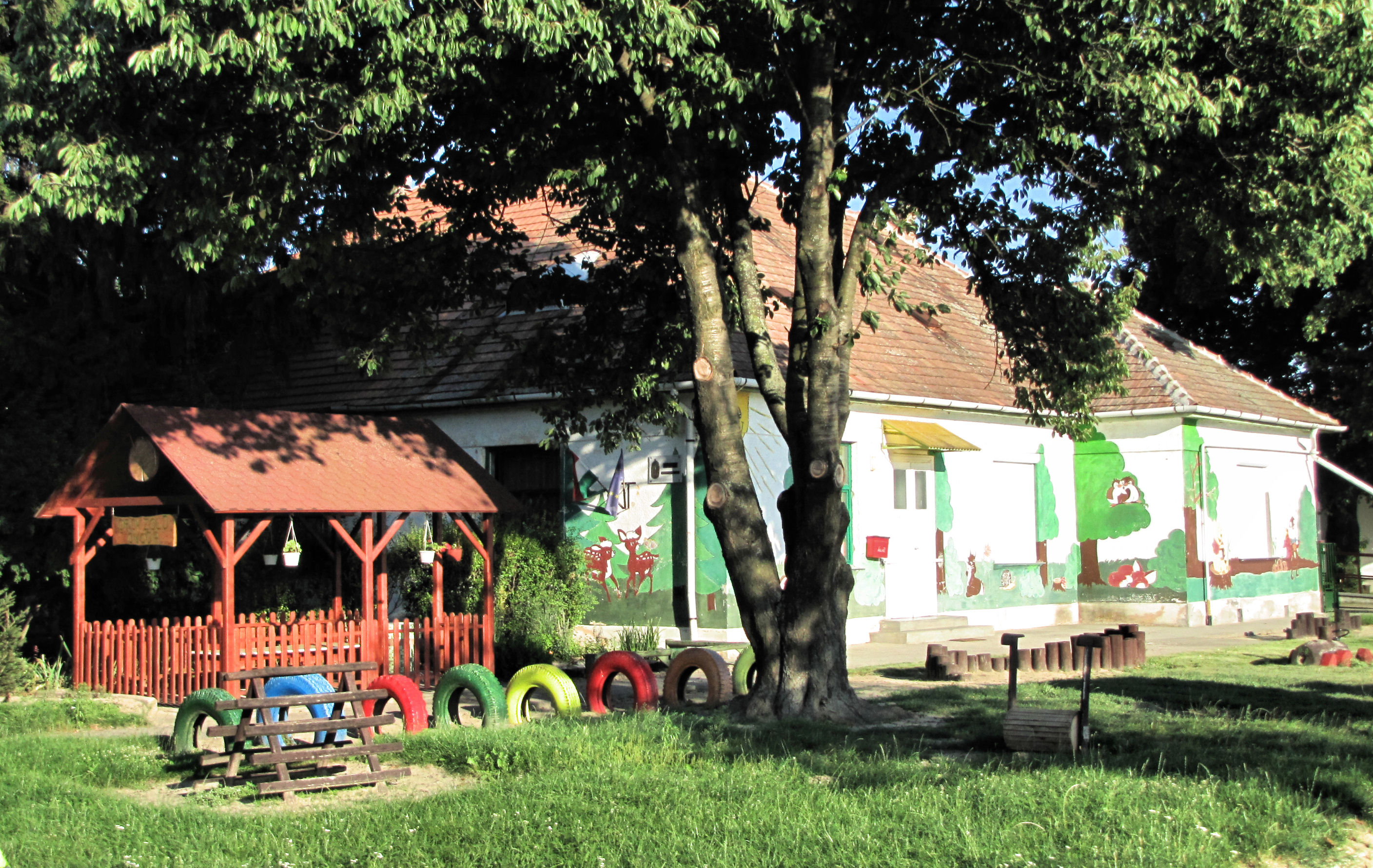
Óvoda
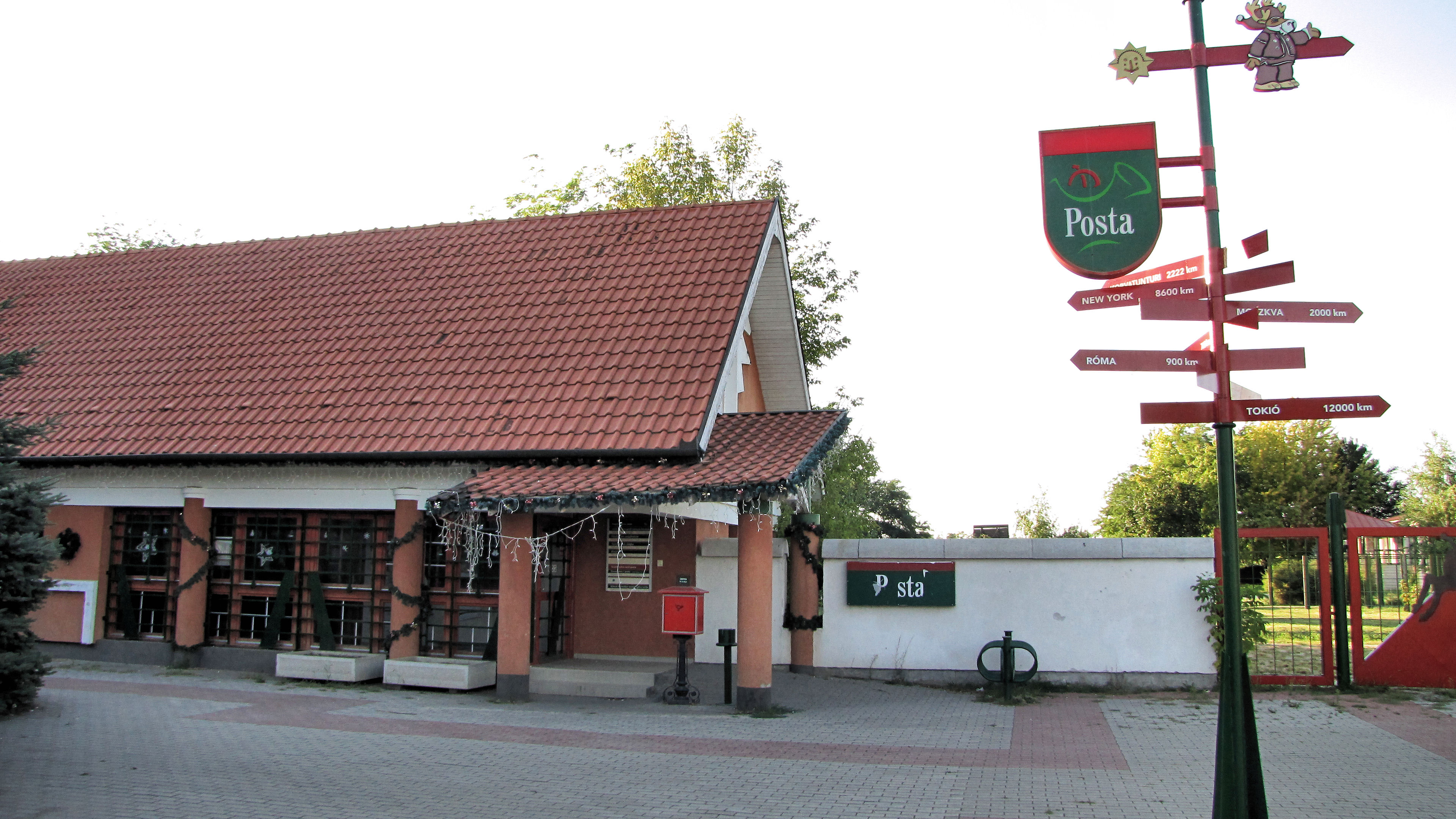
Posta